# 片渕浩一郎
片渕 浩一郎（かたふち こういちろう、1975年4月29日 - ）は、日本の元プロサッカー選手、サッカー指導者。現役時代のポジションはフォワード。

## 来歴
佐賀商業高校から東海大学を経て、1998年にジャパンフットボールリーグ（旧JFL）・サガン鳥栖に加入。翌1999年には、この年より始まったJリーグディビジョン2（J2）第3節・対コンサドーレ札幌戦において、J2第1号となるハットトリックを達成している。黎明期の鳥栖でレギュラーとして活躍したが、2001年には2度の右ひざの手術の影響もあって出場機会が減少。2002年にはアルビレックス新潟に移籍したが、同年のシーズン終了後に27歳で現役を引退した。
引退直後の2003年より、新潟のユースチームコーチに就任して指導者としてのキャリアをスタート。2006年からは新潟ユースの監督に就任し、大野和成や酒井高徳、泉澤仁らを輩出した。
2016年より新潟トップチームのコーチに就任したが、同年9月に成績不振のため解任された吉田達磨の後任として監督に就任。シーズン終了まで監督を務め、J1残留を果たした。翌2017年は三浦文丈の監督就任に伴い再びコーチ職に復帰したが、5月には成績不振による三浦の休養を受け、呂比須ワグナーの就任まで監督として暫定的に再度指揮を執った。ヘッドコーチに配置転換された2018年、新たに監督に就任した鈴木政一が同年8月に解任されると三度暫定的に監督に登録変更されたが、8月22日に正式に監督に就任した。2019年も続投したが、9試合を消化後の4月14日に解任された。その後、同年6月27日に新潟のホームグロウンコーディネーターに就任した。
2019年9月23日、サガン鳥栖のトップチームヘッドコーチに就任することが発表された。18年ぶりの復帰となる。
2024年シーズンより、ベガルタ仙台のトップチームヘッドコーチに就任。

## 所属クラブ
- 佐賀商業高校
- 東海大学
- 1998年 - 2001年 サガン鳥栖
- 2002年 アルビレックス新潟

## 個人成績
| 国内大会個人成績 | 国内大会個人成績 | 国内大会個人成績 | 国内大会個人成績 | 国内大会個人成績 | 国内大会個人成績 | 国内大会個人成績 | 国内大会個人成績 | 国内大会個人成績 | 国内大会個人成績 | 国内大会個人成績 | 国内大会個人成績 |
| 年度             | クラブ           | 背番号           | リーグ           | リーグ戦         | リーグ戦         | リーグ杯         | リーグ杯         | オープン杯       | オープン杯       | 期間通算         | 期間通算         |
| 年度             | クラブ           | 背番号           | リーグ           | 出場             | 得点             | 出場             | 得点             | 出場             | 得点             | 出場             | 得点             |
| 日本             | 日本             | 日本             | 日本             | リーグ戦         | リーグ戦         | リーグ杯         | リーグ杯         | 天皇杯           | 天皇杯           | 期間通算         | 期間通算         |
| ---------------- | ---------------- | ---------------- | ---------------- | ---------------- | ---------------- | ---------------- | ---------------- | ---------------- | ---------------- | ---------------- | ---------------- |
| 1998             | 鳥栖             | 19               | 旧JFL            | 4                | 1                | -                | -                | 2                | 1                | 6                | 2                |
| 1999             | 鳥栖             | 19               | J2               | 15               | 6                | 2                | 0                | 3                | 3                | 20               | 9                |
| 2000             | 鳥栖             | 9                | J2               | 32               | 7                | 1                | 0                | 0                | 0                | 33               | 7                |
| 2001             | 鳥栖             | 9                | J2               | 7                | 0                | 0                | 0                | 0                | 0                | 7                | 0                |
| 2002             | 新潟             | 24               | J2               | 3                | 0                | -                | -                | 3                | 1                | 6                | 1                |
| 通算             | 日本             | 日本             | J2               | 57               | 13               | 3                | 0                | 6                | 4                | 66               | 17               |
| 通算             | 日本             | 日本             | 旧JFL            | 4                | 1                | -                | -                | 2                | 1                | 6                | 2                |
| 総通算           | 総通算           | 総通算           | 総通算           | 61               | 14               | 3                | 0                | 8                | 5                | 72               | 19               |

- Jリーグ出場記録
  - 2002年

## 資格
- 2007年 日本サッカー協会公認A級指導者ライセンス
- 2013年 日本サッカー協会公認S級指導者ライセンス

## 指導歴
- 2003年 - 2019年9月 アルビレックス新潟
  - 2003年 - 2005年 ユース コーチ
  - 2006年 - 2011年 ユース 監督
  - 2012年 - 2015年 アカデミーコーチ兼JFAナショナルトレセンコーチ北信越地区担当
  - 2016年 トップチーム コーチ
  - 2016年9月 - 同年12月 トップチーム 監督
  - 2017年 トップチーム コーチ
    - 2017年5月 トップチーム 監督 (暫定)

  - 2018年 - 2018年8月 トップチーム ヘッドコーチ
  - 2018年8月 - 2019年4月 トップチーム 監督
  - 2019年6月 - 同年9月 ホームグロウンコーディネーター
- 2019年9月 - 2023年 サガン鳥栖
  - 2019年9月 - 2022年 トップチーム ヘッドコーチ
  - 2023年 強化担当
- 2024年 - ベガルタ仙台 ヘッドコーチ

## 監督成績
| 年度   | クラブ | 所属   | リーグ戦 | リーグ戦 | リーグ戦 | リーグ戦 | リーグ戦 | リーグ戦 | カップ戦 | カップ戦 |
| 年度   | クラブ | 所属   | 順位     | 勝点     | 試合     | 勝       | 分       | 敗       | リーグ杯 | 天皇杯   |
| ------ | ------ | ------ | -------- | -------- | -------- | -------- | -------- | -------- | -------- | -------- |
| 2016   | 新潟   | J1     | 15位     | 30       | 4        | 1        | 0        | 3        | -        | 4回戦    |
| 2017   | 新潟   | J1     | -        | 0        | 1        | 0        | 0        | 1        | -        | -        |
| 2018   | 新潟   | J2     | 16位     | 24       | 15       | 7        | 3        | 5        | -        | -        |
| 2019   | 新潟   | J2     | 9位      | 12       | 9        | 3        | 3        | 3        | -        | -        |
| J1通算 | J1通算 | J1通算 | -        | -        | 5        | 1        | 0        | 4        | -        | -        |
| J2通算 | J2通算 | J2通算 | -        | -        | 24       | 10       | 6        | 8        | -        | -        |
| 総通算 | 総通算 | 総通算 | -        | -        | 29       | 11       | 6        | 12       | -        | -        |

- 2016年は2ndステージ第14節から指揮
- 2017年は第11節を暫定的に指揮
- 2018年は第28節から暫定的に指揮、第30節から正式に監督に就任
- 2019年は第9節まで指揮